# Kavanagh-épület
A Kavanagh-épület (spanyolul: Edificio Kavanagh) Buenos Aires egyik jellegzetes, racionalista és art déco stílusú felhőkarcolója az 1930-as évekből. Felépültekor egész Latin-Amerika legmagasabb épülete volt.

## Története
A Kavanagh-épület keletkezéséről létezik egy mai napig igen elterjedt, de már régen megcáfolt valóságtartalmú „legenda”. Eszerint két vagyonos család két női tagja ellenséges viszonyba került egymással, mivel Mercedes Castellanos de Anchorena megtiltotta Corina Kavanaghnak, hogy az egyik fiával viszonyt folytasson, és Kavanagh ezért építette fel bosszúból a felhőkarcolót. Az Anchorena család ugyanis úgy építtette meg a Santísimo Sacramento bazilikát, hogy azt kiválóan láthassák rezidenciájukból (a mai San Martín-palotából), a felhőkarcoló pedig pont eltakarta előlük a látványt. Ez a történet viszont már csak azért sem lehet valós, ugyanis Mercedes de Anchorena már 1920-ban meghalt, amikor még tervben sem volt a felhőkarcoló építése.
Az épület, Gregorio Sánchez, Ernesto Lagos és Luis María De la Torre építészek munkája végül 1935 végére, 1936 elejére készült el teljesen, felavatására 1936. január 3-án került sor. Ekkor ez lett Latin-Amerika legmagasabb épülete, megelőzve az uruguayi Salvo-palotát, és ez lett az argentin főváros első olyan lakóépülete, amelyben központi légkondicionáló rendszer működött. 1999-ben nemzeti történelmi műemlékké nyilvánították.

## Leírás
A felhőkarcoló, amelynek homlokzatát egy hajó elejéhez szokták hasonlítani, Buenos Aires Retiro nevű városrészében áll, igen közel, mindössze néhány száz méterre a La Plata-torkolat partjától, a San Martín tábornok tér délkeleti oldalán. A 31-szintes, 120 méter magas épületben különböző források szerint 105 vagy 107, egymástól mind különböző lakás és 12 lift található, a felhőkarcoló működtetése mintegy 25 embernek ad munkát. Érdekességként szokták említeni, hogy nem rendelkezik garázsokkal. A látogatók a lakóktól elkülönített bejáraton léphetnek be az épületbe, ahol magukat azonosítva jelentkezniük kell a portásnál, és ő ad nekik jogosultságot, hogy a megfelelő emeletre beléphessenek.

## Képek

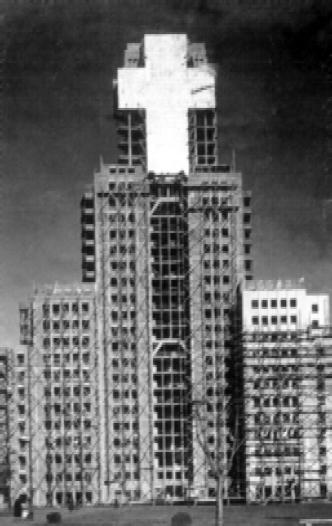
Az építkezés 1934-ben
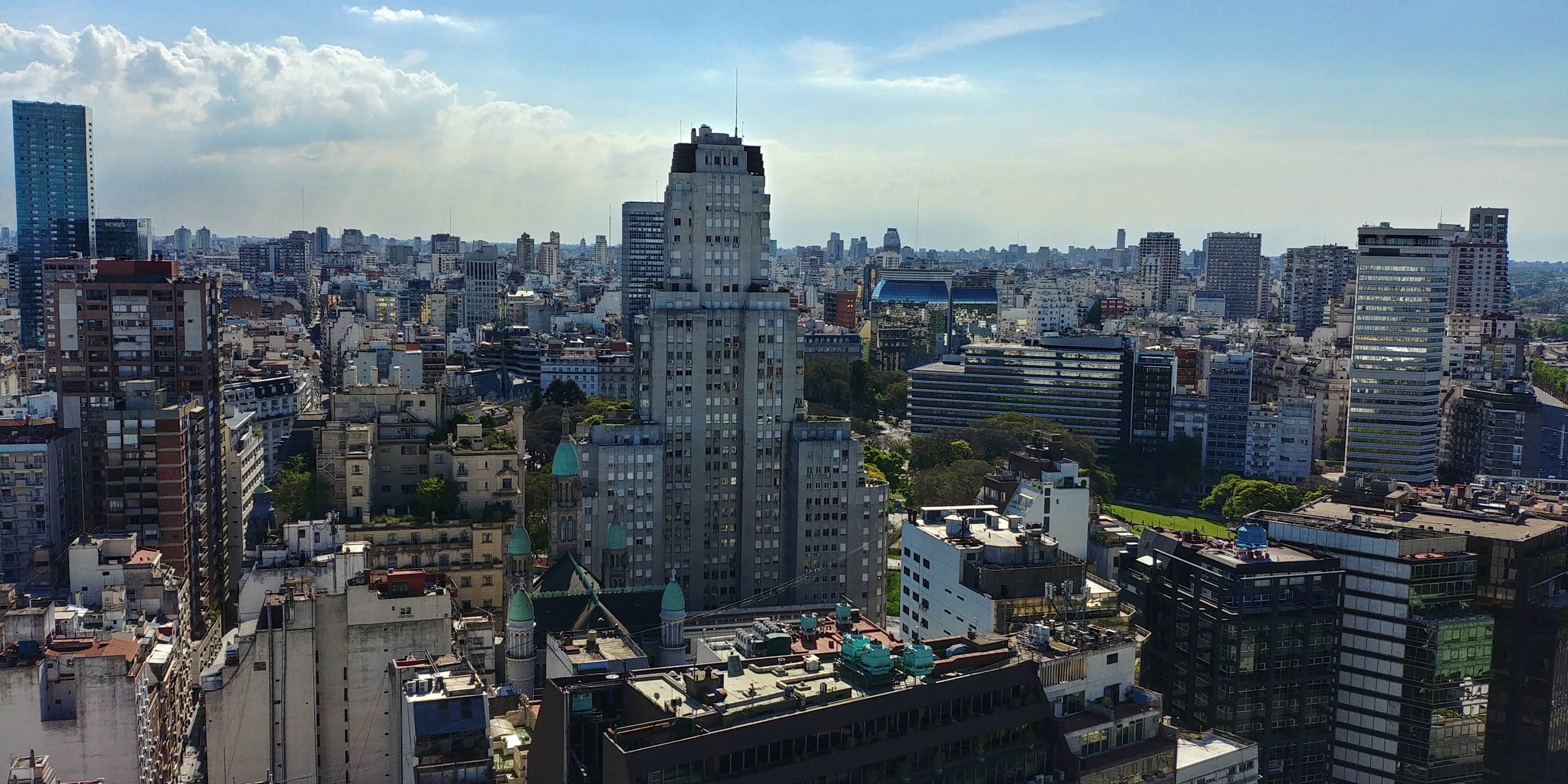
Az épület és környezete
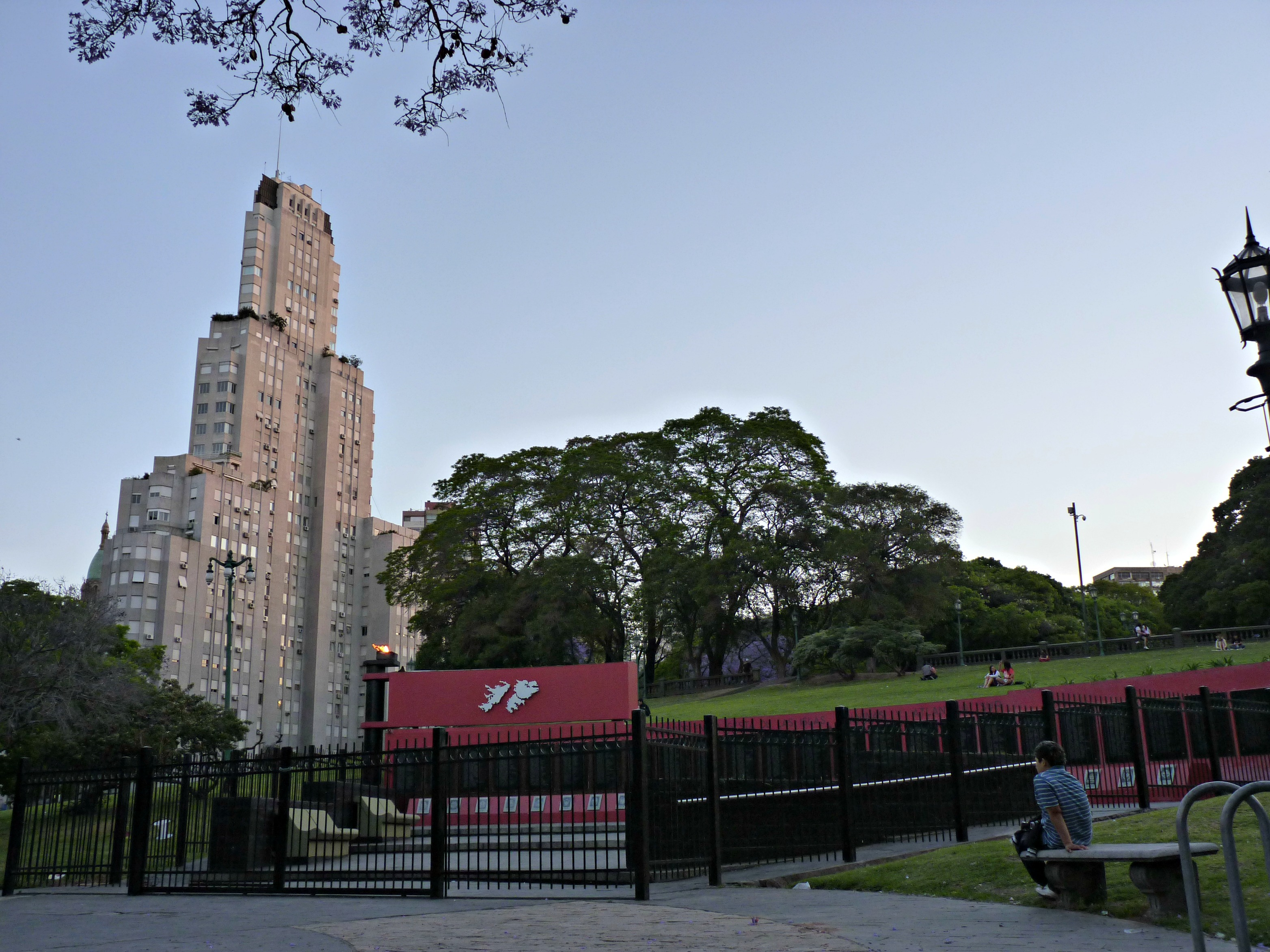
Az épület és környezete más szögből
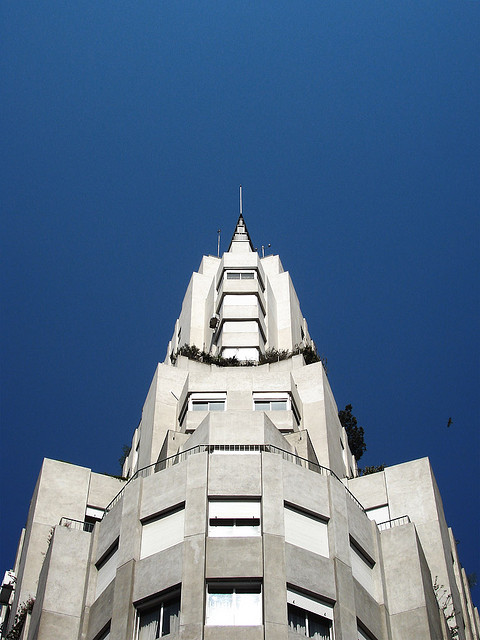
A Kavanagh-épület csúcsa